# Proveedor de servicios de streaming
Un proveedor de servicios de streaming es un servicio basado en suscripción que ofrece streaming en línea de películas y programas de televisión. La mayoría de estos servicios son propiedad de un importante estudio de cine. Algunos servicios de streaming comenzaron como un complemento a las ofertas de Blu-ray, que son suplementos a los programas vistos.
El streaming es una alternativa a la descarga de archivos, un proceso en el que el usuario obtiene todo el archivo o el contenido antes de verlo o escucharlo.
Un cliente puede utilizar su reproductor multimedia, computadora, teléfono móvil y televisión inteligente para comenzar a reproducir el contenido de vídeo digital antes de que se haya descargado todo el archivo. Los usuarios necesitarán una conexión a Internet para transmitir o descargar contenidos del vídeo. Es posible que los usuarios que carecen de sistemas de hardware o software compatibles no puedan transmitir  o descargar determinados contenidos.

## Lista de servicios notables destreaming
| Compañía                | Servicio      | Lanzado    | Subscriptores   | Contenido | Área | Ref                 |
| ----------------------- | ------------- | ---------- | --------------- | --- | --- | ------------------- |
| Netflix, Inc.           |               | 16/01/2007 | 238.39 millones | Netflix Originals, Studio Ghibli, contenido licenciado de otros proveedores. | Mundial | [ 3 ]               |
| Amazon                  |               | 07/09/2006 | 205 millones    | Amazon Studios, Discovery, ITV, contenido licenciado de otros proveedores. | excepto en China Continental, Cuba, Irán, Corea del Norte y Siria                                                                                  | [ 4 ]               |
| The Walt Disney Company |               | 12/11/2019 | 157.8 millones  | Walt Disney Pictures, Walt Disney Animation Studios, Disney Channel, Marvel Studios, Lucasfilm, Pixar, Disneynature, National Geographic, 20th Century Studios, Searchlight Pictures, Blue Sky Studios, Touchstone Pictures, Hollywood Pictures, Disney+ Originals, ESPN, FX, Searchlight Television, 20th Television, 20th Television, 20th Television Animation, Freeform, Hulu, 20th Century Studios.                                           | Norteamérica, Sudamérica, partes de Asia y Pacífico, Europa del Este, Australia, Nueva Zelanda, y partes del Norte de África                       | [ 5 ] [ 6 ]         |
| Tencent                 | Tencent Video | 06/2011    | 120 millones    | Tencent Video Originals, contenido licenciado de otros proveedores. | China, Hong Kong, Indonesia, Macao, Malasia, Filipinas, Singapur, Corea del Sur, Taiwán, Tailandia, Vietnam                                        | [ 8 ] [ 9 ]         |
| Baidu                   |               | 22/04/2010 | 118.9 millones  | iQIYI Originals, contenido licenciado de otros proveedores. | Mundial | [ 10 ]              |
| Warner Bros. Discovery  |               | 27/05/2020 | 95.8 millones   | Librería de WarnerMedia, HBO, Max Originals, DC Universe Originals, Warner Bros., New Line Cinema, Turner Entertainment, Sesame Worssekshop, Looney Tunes, Comedy Central, Crunchyroll, Studio Ghibli, TBS, TNT, TruTV, Adult Swim, Boomerang, Cartoon Network, Champions league ,Discovery Channel, Food Network, TLC, HGTV, ID, OWN, Animal Planet, Magnolia Network, BBC Studios, y contenido licenciado de otros proveedores como A+E Networks | Norteamérica, Sudamérica, India, Irlanda, Países Bajos, Polonia y Reino Unido                                                                      | [ 14 ]              |
| Paramount Global        |               | 28/10/2014 | 77 millones     | Paramount+ Originals, CBS, Paramount Pictures, Paramount Media Networks | Norteamérica, Australia, Sudamérica | [ 16 ]              |
| The Walt Disney Company |               | 29/10/2007 | 48.3 millones   | Hulu Originals, ABC Signature, 20th Television, FX Networks, Freeform, contenido licenciado de otros proveedores. | Estados Unidos, Japón | [ 6 ] [ 17 ]        |
| NBCUniversal            |               | 15/07/2020 | 24 millones     | Peacock Originals, NBC, Universal, Focus Features, DreamWorks Animation, Illumination, Telemundo, WWE Network | Estados Unidos | [ 18 ]              |
| Google                  |               | 31/10/2015 | 30 millones     | YouTube Originals | 100 países |                     |
| Alibaba Group           |               | 06/2006    | 30 millones     | Youku Originals, contenido licenciado de otros proveedores | China |                     |
| Tencent                 |               | 27/05/2014 | 25 millones     | The Walt Disney Company, Metro-Goldwyn-Mayer (MGM), Paramount Pictures, Warner Bros, Fox, y Starz. | Malasia, Indonesia, Filipinas, Bangladés, Nepal, Tailandia, Brunéi, Sri Lanka, Pakistán, Myanmar, Vietnam, Maldivas y Camboya                      |                     |
| The Walt Disney Company |               | 12/04/2018 | 25.3 millones   | Programación de ESPN, UFC | Estados Unidos | [ 24 ] [ 25 ] [ 6 ] |
| Apple Inc.              |               | 01/11/2019 | 50.0 millones   | Apple TV+ Originals | Mundial |                     |
| Rakuten                 |               | 2010       | 7 millones      | Starz Play, y contenido licenciado de otros proveedores. | Mundial |                     |
| AT&T                    |               | 14/05/2006 | 4 millones      | Anime, Manga, Dorama | Mundial |                     |
| América Móvil           |               | 12/01/2012 | 2 millones      | Contenido licenciado de otros proveedores. | América Latina | [ 27 ]              |
| Lionsgate               |               | 18/11/2011 | 24.5 millones   | Starz Original, Lionsgate, y contenido licenciado de otros proveedores. | Argentina, Brasil, Chile, Colombia, Francia, Italia, Alemania, Pakistán, España, Reino Unido y otros 17 países del Medio Oriente y norte de África | [ 29 ]              |
| Globoplay               |               | 03/11/2025 | 6.5 millones    | Globoplay Originals, Rede Globo. | Brazil, Canada, France, Germany, Italy, Portugal, Spain, Switzerland, Estados Unidos y Gran Bretaña                                                |                     |
| FuboTV                  |               | 03/11/2015 | 1.2 millones    | NFL, MLB, NBA, NHL, MLS,fútbol, incluye television por cable ABC, CBS, Fox, NBC, ESPN | Estados Unidos, Canadá y España |                     |
| NBCUniversal            |               | 03/12/2021 |                 | Contenido de NBCUniversal | Latinoamérica |                     |
| AMC+                    |               | 11/06/2020 |                 | AMC Originals, AMC Networks | Estados Unidos, Canadá y España |                     |
| Sony                    | Bravia Core   |            |                 | Contenido de Sony | |                     |
| TelevisaUnivision       |               | 31/03/2022 |                 | Contenido de TelevisaUnivisión | Estados Unidos y Latinoamérica |                     |
| TelevisaUnivision       | N+            |            |                 | Contenido de TelevisaUnivisión | México |                     |
| TelevisaUnivision       | N+            |            |                 | Contenido de TelevisaUnivisión | México |                     |
| Mercado Libre           | Mercado Play  |            |                 | | |                     |
| Grupo Caliente          |               |            |                 | | |                     |
|                         |               |            |                 | | |                     |
| Atresmedia              |               |            |                 | | |                     |
| FIFA                    | FIFA+         |            |                 | | |                     |
|                         |               |            |                 | | |                     |